# Weizsäcker-Kommission
Die Weizsäcker-Kommission (offiziell: Kommission „Gemeinsame Sicherheit und Zukunft der Bundeswehr“) war eine – von der Bundesregierung unter Gerhard Schröder berufene – Kommission unter der Leitung des ehemaligen Bundespräsidenten Richard von Weizsäcker, die Vorschläge zur zukünftigen Struktur der Bundeswehr machte. Sie arbeitete vom Mai 1999 bis zum Mai 2000.

## Aufgaben der Kommission
Die unabhängige Kommission sollte die sicherheitspolitischen Risiken und Interessen Deutschlands untersuchen und Empfehlungen geben, wie die Bundeswehr künftig ihre Aufgaben im Rahmen einer umfassenden Sicherheits- und Verteidigungspolitik wahrnehmen könnte.
Die Kernaufgabe der Kommission war dabei, Vorschläge für die Grundstrukturen der Streitkräfte zu entwerfen. Die Grundlage der Arbeit der Kommission bildete die deutsche Einbindung in die NATO, die Verstärkung der außen- und sicherheitspolitischen Fähigkeiten der Europäischen Union sowie die Unterstützung der Vereinten Nationen, der Organisation für Sicherheit und Zusammenarbeit in Europa und der Programme für Partnerschaft und Kooperation durch Deutschland.
Dazu wurden umfangreiche Analysen zu Wehrform, Personal, Führung, Organisation, Ausrüstung, Ausbildung und Finanzen angestellt. Zum Auftrag der Kommission gehörte vor allem, sich ein Urteil darüber zu bilden, welche militärischen Fähigkeiten Deutschland für seine Außen- und Sicherheitspolitik erhalten, verstärken oder neu erwerben sollte.
Als Vorsitzenden der Kommission berief Verteidigungsminister Rudolf Scharping den Bundespräsidenten a. D. Richard von Weizsäcker. Neben Weizsäcker gehörten der Kommission 19 weitere Mitglieder aus verschiedenen Gesellschaftsbereichen an. Die Kommission legte ihren Bericht am 23. Mai 2000 vor.

## Mitglieder der Kommission
- Vorsitzender der Kommission: Richard von Weizsäcker (Bundespräsident a. D.)
- stellvertretender Vorsitzender: Peter Heinrich Carstens (General a. D., ehemaliger Chef des Stabes SHAPE)
- stellvertretender Vorsitzender: Theo Sommer (Herausgeber der Wochenzeitung „Die Zeit“)
- Christian Bernzen (Rechtsanwalt, Vizepräsident des Zentralkomitees der Deutschen Katholiken)
- Christoph Bertram (Vizepräsident der Stiftung Wissenschaft und Politik)
- Ignatz Bubis (Vorsitzender des Zentralrates der Juden in Deutschland), am 13. August 1999 verstorben
- Eckhard Cordes (Mitglied des Vorstandes der Daimler Chrysler AG)
- Manfred Eisele (Generalmajor a. D., ehemaliger Beigeordneter Generalsekretär der Vereinten Nationen)
- Helga Haftendorn (Politikwissenschaftlerin, Freie Universität Berlin)
- Helge Hansen (General a. D., ehemaliger Oberbefehlshaber Allied Forces Central Europe)
- Agnes Hürland-Büning (Parlamentarische Staatssekretärin a. D.; Mitarbeit bis zum 20. Januar 2000)
- Knut Ipsen (Ruhr-Universität Bochum, Staats- und Völkerrecht, Präsident des Deutschen Roten Kreuzes)
- Walter Kromm (Oberfeldarzt d. R., Arzt für Allgemeinmedizin)
- Hermann Lutz (ehemaliger Bundesvorsitzender der Gewerkschaft der Polizei)
- Arno Mahlert (Mitglied der Geschäftsführung der Verlagsgruppe Georg von Holtzbrinck GmbH)
- Lothar de Maizière (Rechtsanwalt, Ministerpräsident a. D. der DDR)
- Harald Müller (Geschäftsführendes Vorstandsmitglied des Hessische Stiftung für Friedens- und Konfliktforschung)
- Jürgen Schmude (Präses der Synode der Evangelischen Kirche in Deutschland, Bundesminister a. D.)
- Waltraud Schoppe (ehemaliges Mitglied des Deutschen Bundestages, Ministerin a. D.)
- Richard Schröder (Philosoph und Theologe, Humboldt-Universität zu Berlin)
- Peter Steinbach (Politikwissenschaftler und Historiker, Freie Universität Berlin)